# Рікардо Варгас
Рікардо Варгас (21 листопада 1997) — мексиканський плавець.
Учасник Олімпійських Ігор 2016 року.
Призер Панамериканських ігор 2019 року.